# Diamante (naipe)
El diamante (♦) es uno de los cuatro palos del juego de naipes de la baraja francesa. El patrón de la baraja "internacional" utiliza el sistema de naipes franceses. Es el único palo que no ha sido adaptado de la baraja alemana, sustituyendo al palo de schellen (campanas). 
El símbolo fue el primero utilizado en el juego de cartas francés, fabricado en Rouen y Lyon en el siglo XV, alrededor del tiempo que el juego de cartas fue creado-producido por el uso de la xilografía.[cita requerida] El nombre original del palo en francés es Carreau; en alemán y polaco se conoce como Karo.
Típicamente, este palo se asocia con la riqueza.[cita requerida]
En el bridge, este se califica como el tercero de los cuatro naipes, encima del trébol, pero debajo del corazón. En algunos juegos de cartas de origen alemán como el Skat o el Sheepshead, la calificación de naipes es la siguiente: 
1. Trébol
2. Pica
3. Corazón
4. Diamante

## Analogías con otras barajas
- Naipes alemanes: Cascabeles, pequeñas campañas (alemán: Schellen)
- Naipes alemanes de Suiza: Cascabeles (alemán: Schellen)
- Naipes ítalo-españoles (latinos): monedas (italiano: Denari)
- Naipes tarot: Las cartas tarot pueden tener naipes ítalo-españoles o franceses. En el oculto tarot, los naipes de moneda del naipe italiano tarot son llamados "pentacles" o "discos".

## Traducción en otros idiomas
- Alemán: Karo o Eckstein - rombos o piedra angular
- Búlgaro: Karo
- Checo: Kára
- Esperanto: Karoo
- Euskera: Diamante
- Francés: Carreau - cuadrados, celdas
- Griego: Καρό (Caro) - caja cuadrada
- Hebreo: יהלום ("Yahalom") - diamante, también "Meu'yan" - rombo
- Húngaro: káró
- Inglés: Diamonds - diamantes
- Islandés: Tigull - azulejo
- Indonesio: Tahu - tofu o Wajik - pastel de arroz
- Italiano: Quadri - cuadros
- Lituano: Būgnai - tambor
- Macedonio: Баклава (Baklava, por su forma) o Каро (Karo) (del alemán: Karo / francés: Carreau)
- Navajo: Óola - Transcripción del español oros
- Neerlandés: Ruiten - rombos
- Noruego: Ruter - cuadros
- Persa: خشت  (Khesht) - ladrillo de lodo
- Polaco: Karo - Transcripción del francés
- Portugués: Ouros - monedas de oro
- Ruso: Бубны (Bubny) o Буби (Bubi) (del ruso: бубенцы, бубенчики) - cascabeles
- Sami septentrional: Ruter - cuadros
- Turco: Karo - cuadrados, celdas
- Ucraniano - бубна (bubna) (del ruso: бубна) o ucraniano: дзвінка (del ucraniano: дзвін) -cascabel

## Códigos de símbolo
Unicode —U+2666  y U+2662: 
♦ ♢
HTML — &#9830; (o &diams;) y &#9826;:
♦ ♢
- Datos: Q513847
- Multimedia: Diamonds (playing cards) / Q513847